# 大圣经

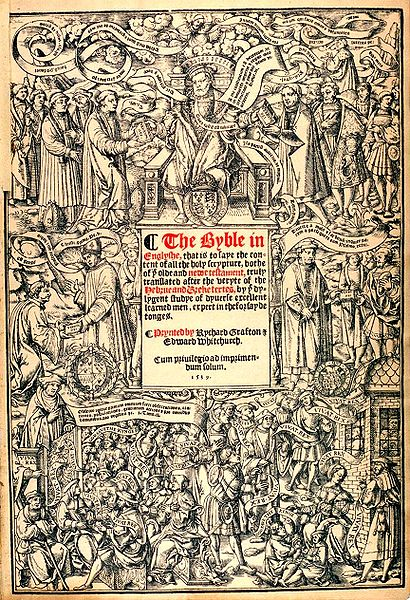
大聖經的封面(1539)

《大圣经》為第一本以英文翻译而受官方認可的圣经，由亨利八世认可並在英國國教會的教會儀式中宣讀《大圣经》。受亨利八世的近臣托马斯·克伦威尔勋爵的委托，《大圣经》由邁爾斯·科弗代爾翻译。1538年，克伦威尔要求神职人员提供“一本简单易懂、使得堂区居民可以迅速读懂的英文版圣经。
《大圣经》的正文包括了《丁道尔英文圣经》的大部分，但是敏感的字词被去除或替换为其它词语。因丁道尔的译本没有将圣经译完，迈尔斯·科弗代尔把旧约没有完成的部分从拉丁文和德语翻译成英文，而不是从希腊文、希伯来文和阿拉姆语翻译。《大圣经》的名字来源于这本圣经的体积，但是也有其它名字：《克伦威尔圣经》，因为托马斯·克伦威尔帮助了《大圣经》的出版；《惠特彻奇圣经》，命名源于《大圣经》的第一个出版者；《带锁链的圣经》，因为《大圣经》为了不被盗所以被锁在教堂里；还包括不准确的命名《克兰默大圣经》，这是因为托马斯·克兰默虽然与《大圣经》的翻译和出版没有大关系，但是他的前言出现在《大圣经》的第二版本里面。